# Crnac (Sisak)
Crnac is een plaats in de gemeente Sisak in de Kroatische provincie Sisak-Moslavina. De plaats telt 710 inwoners (2001).